# الكوثل (كوكبة)

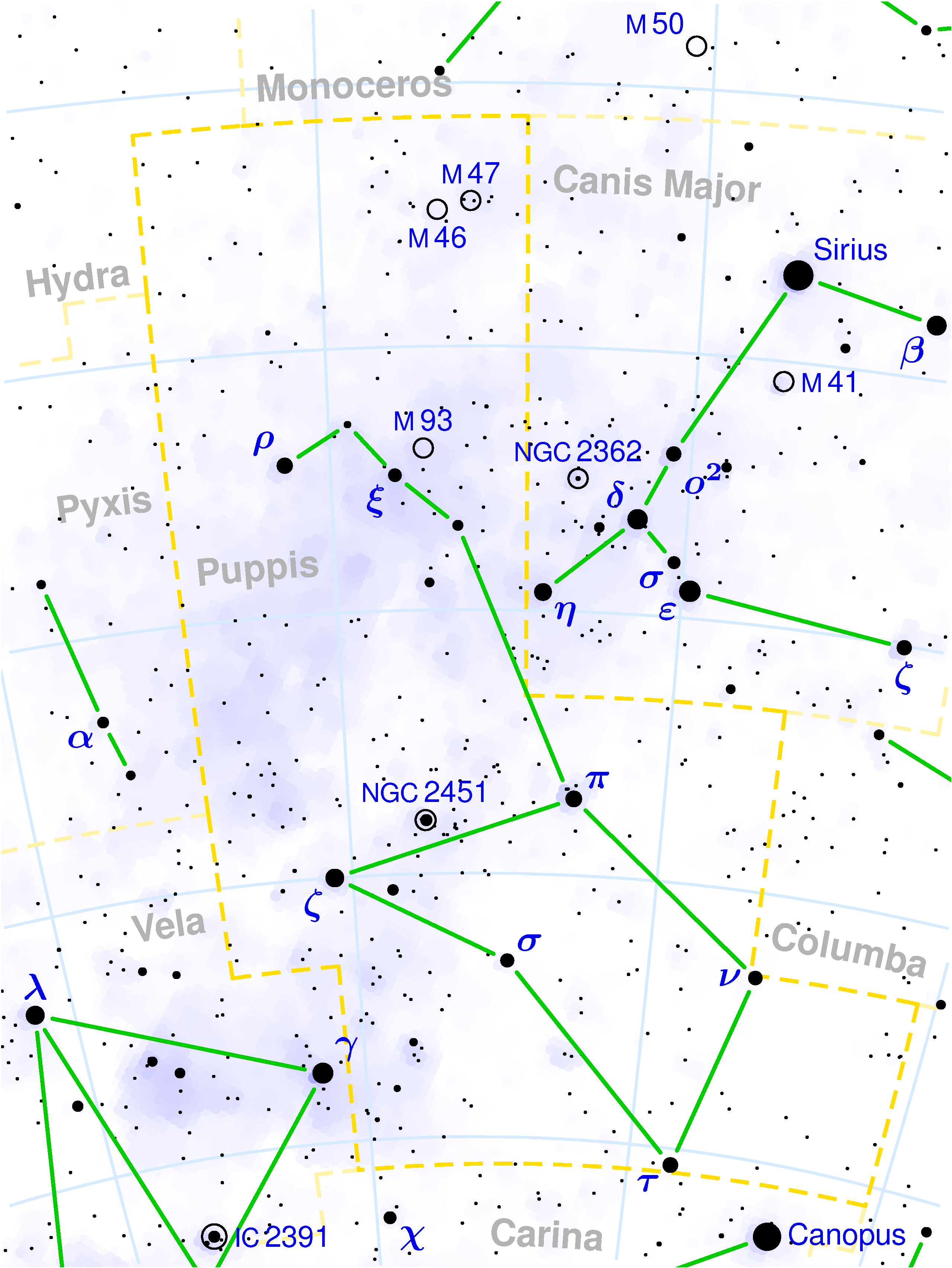

كوكبة الكوثل (بالإنجليزية: The Stern)‏؛ وتدعى باللاتينية: Puppis.
وبرج الكوثل من أبراج نصف الكرة الأرضية[ ؟ ] الجنوبي، ويتوضح رؤيته في الفترة الممتدة من شهر كانون الثاني إلى شهر أيار.
وقد كان برج الكوثل جزءً من برج أكبر بكثير، والذي كان يسمّى الملاح الشمالي (بالإنجليزية: Argo Navis)‏؛ حيث كان يغطي حوالي 75 درجة في سماء الكرة الأرضية[ ؟ ].
وبسبب كبر مساحة برج الملاح الشمالي وعدم صلاحيته للاستعمال الفلكي، فقد تم تجزئته إلى أربعة أبراج هم: برج الكوثل، وبرج بيت الإبرة، وبرج القاعدة، وبرج الشراع.
من التجمعات النجمية الموجودة في برج الكوثل: M 46, M 47, M 93, NGC 2298, NGC 2396, NGC 2414.
وأما السدم: NGC 2440, NGC 2467, NGC 2579.
وأما أهم النجوم الموجودة في برج الكوثل فهي: زيتا الكوثل (سهيل هدار (نجم))، وإكسي الكوثل (النجم أسميديسكي).